# 南森町
南森町（みなみもりまち）は、大阪府大阪市北区の町名。現行行政地名は南森町一丁目および南森町二丁目。

## 地理
北区の南東部、天満と総称される江戸時代以来の市街地のおおむね中央に位置し、東西幹線の曽根崎通（国道1号）と南北幹線の天神橋筋が交差する。曽根崎通の地下をOsaka Metro谷町線とJR東西線、天神橋筋の地下をOsaka Metro堺筋線が走り、南森町交差点付近の地下にOsaka Metroの南森町駅とJRの大阪天満宮駅が所在する。加えて、天満堀川跡を走る阪神高速12号守口線の南森町出入口も所在し、交通の要衝となっている。
オフィスビルのほか、近年はタワーマンションに象徴される住宅も増加し、もともとの天神橋筋商店街の中央ちかくの商業地なので、レストランや居酒屋などの飲食店も数多く複合的な地域である。
もともと天満の一町名に過ぎなかったが、とりわけ地下鉄の南森町駅開業以降、南森町は付近一帯を指す広域名称となり、「ナンモリ」と俗称されることもある。明確な範囲はないが、天神橋1 - 3丁目、与力町、紅梅町、松ケ枝町、東天満1 - 2丁目、天満4丁目、天神西町、西天満3・5丁目、末広町などに「南森町」と称する施設や店舗が見られる。

## 歴史
大阪天満宮（天満天神）の北西に江戸時代から見られる町名で、北隣には北森町という町名もあった。「森」は天満天神の社叢の意で、往古は神域であった名残りと言われている。1872年（明治5年）に魚屋町と又次郎町の一部を編入。
1910年代前半に大阪市電曽根崎天満橋筋線と天神橋西筋線が開業すると、両路線の接続駅である南森町の名称が広域名称として広まるきっかけとなった。1960年代後半に大阪市電に代わって大阪市営地下鉄（現：Osaka Metro）谷町線と堺筋線が開業すると、同じく両路線の接続駅である南森町の名称は広域名称として定着するようになった。
1978年（昭和53年）2月1日に北森町、旅籠町、東堀川町、綿屋町の寺町通以南を編入し、天神橋西筋（現在の天神橋筋）以東を天神橋二 - 三丁目に編入して南森町一丁目・同二丁目を新設。現在の南森町のうち江戸時代から南森町だったところは二丁目の南東部のみで、町域は当初に比べて相当広いものとなっている。

## 世帯数と人口
2019年（平成31年）3月31日現在の世帯数と人口は以下の通りである。
| 丁目         | 世帯数  | 人口    |
| ------------ | ------- | ------- |
| 南森町一丁目 | 233世帯 | 305人   |
| 南森町二丁目 | 610世帯 | 986人   |
| 計           | 843世帯 | 1,291人 |

### 人口の変遷
国勢調査による人口の推移。
| 1995年（平成7年）  | 518人   | [ 5 ] |  |
| 2000年（平成12年） | 510人   | [ 6 ] |  |
| 2005年（平成17年） | 516人   | [ 7 ] |  |
| 2010年（平成22年） | 629人   | [ 8 ] |  |
| 2015年（平成27年） | 1,031人 | [ 9 ] |  |

### 世帯数の変遷
国勢調査による世帯数の推移。
| 1995年（平成7年）  | 246世帯 | [ 5 ] |  |
| 2000年（平成12年） | 279世帯 | [ 6 ] |  |
| 2005年（平成17年） | 342世帯 | [ 7 ] |  |
| 2010年（平成22年） | 436世帯 | [ 8 ] |  |
| 2015年（平成27年） | 689世帯 | [ 9 ] |  |

## 学区
市立小・中学校に通う場合、学区は以下の通りとなる。北区内の全ての市立中学校と、大阪市内の小中一貫校が対象で学校選択が可能（抽選を実施）。
| 丁目         | 番   | 小学校             | 中学校             |
| ------------ | ---- | ------------------ | ------------------ |
| 南森町一丁目 | 全域 | 大阪市立堀川小学校 | 大阪市立北稜中学校 |
| 南森町二丁目 | 全域 | 大阪市立堀川小学校 | 大阪市立北稜中学校 |

## 事業所
2016年（平成28年）現在の経済センサス調査による事業所数と従業員数は以下の通りである。
| 丁目         | 事業所数  | 従業員数 |
| ------------ | --------- | -------- |
| 南森町一丁目 | 188事業所 | 2,122人  |
| 南森町二丁目 | 218事業所 | 2,685人  |
| 計           | 406事業所 | 4,807人  |

## 周辺施設

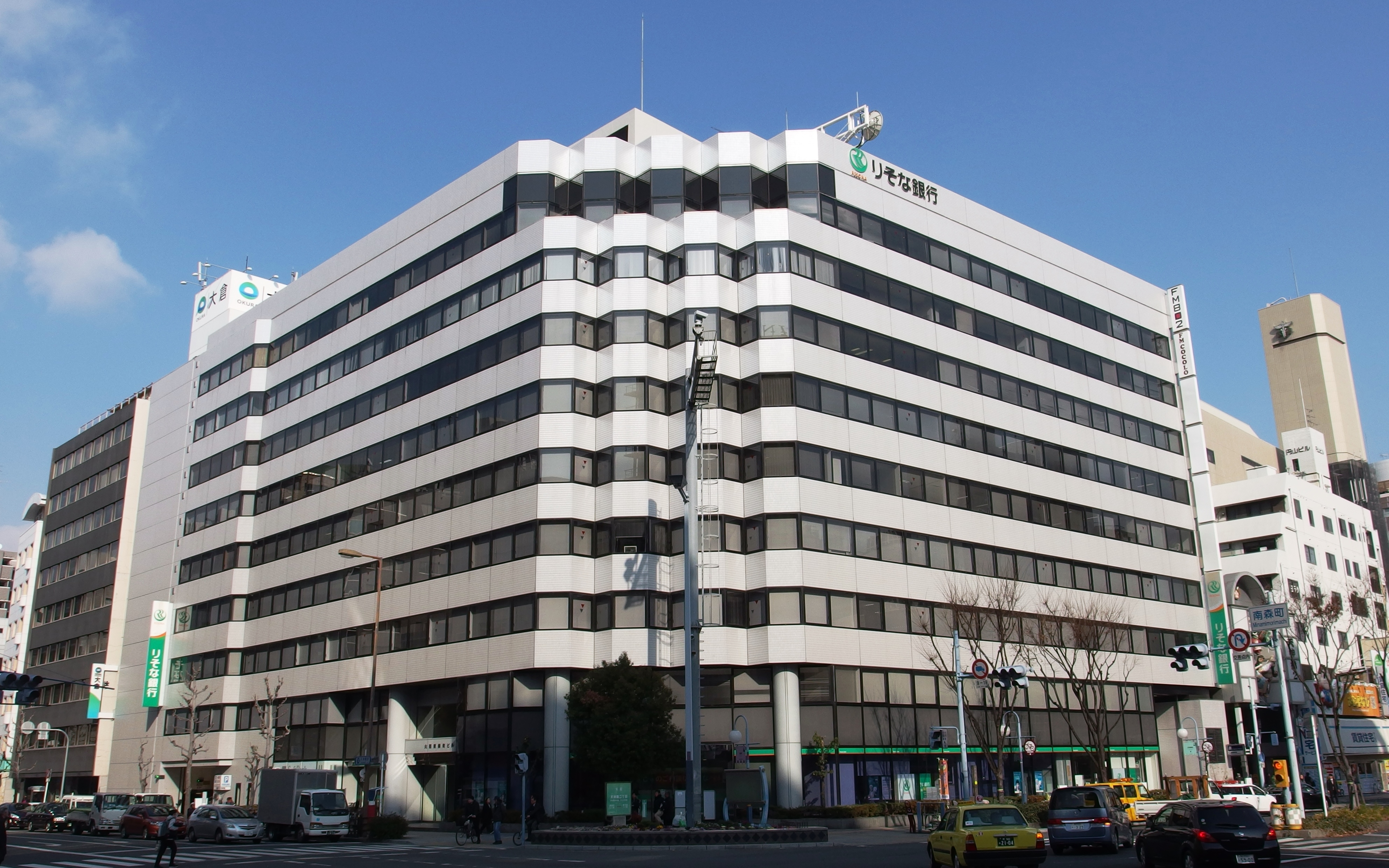
りそな銀行南森町支店やFM802などが入る大和南森町ビル。南森町交差点の北東角に位置する。

広域的な通称としての「南森町」にある主要施設を挙げる。
主要施設・商業
- 大阪天満宮（天満天神）
  - 梅香学院
- 堀川戎神社
- 天満天神繁昌亭
- FM802
  - FM COCOLO
- 天神橋筋商店街
- KOHYO 南森町店

官公庁など
- 大阪府なにわ北府税事務所
- 大阪市北消防署南森町出張所

郵便局・金融機関
- 大阪天神橋郵便局
- 三井住友銀行南森町出張所(ATM)
- りそな銀行南森町支店

主要企業・宿泊施設
- フジオフードシステム本社
- 読売新聞大阪本社
- 原謙三国際特許事務所
- ホテル イルグランテ梅田[12]
- トーコーシティホテル梅田[13]
- 東横イン南森町駅西天満

文教施設
- 大阪市立扇町総合高等学校
- 大阪市立西天満小学校
- 大阪市立堀川小学校
- 関西経理専門学校
- 関西健康・製菓専門学校（旧：関西健康専門学校）
- 太成学院大学歯科衛生専門学校
- 日本眼鏡技術専門学校
- 代々木アニメーション学院大阪校

## 交通

### 鉄道
- 地下鉄谷町線・堺筋線「南森町駅」
- JR西日本「大阪天満宮駅」（計画段階での仮称は「南森町」）

### 道路
高速道路
- 阪神高速道路阪神高速12号守口線 南森町出入口

国道
- 国道1号（曽根崎通）

主要地方道
- 大阪府道・京都府道14号大阪高槻京都線（天神橋筋、南森町交差点より北側）
- 大阪府道102号恵美須南森町線（天神橋筋、南森町交差点より南側）

## その他

### 日本郵便
- 〒530-0054[3]（集配局：大阪北郵便局[14]）